# 254 Augusta
Augusta è un asteroide della fascia principale del diametro medio di circa 12,11 km. Scoperto nel 1886, presenta un'orbita caratterizzata da un semiasse maggiore pari a 2,1947497 UA e da un'eccentricità di 0,1213211, inclinata di 4,51365° rispetto all'eclittica.
Stanti i suoi parametri orbitali, è considerato il prototipo della famiglia Augusta di asteroidi.
Il suo nome è dedicato alla moglie dell'astronomo austriaco Karl Ludwig von Littrow.